# Joseph Konrad von Schroffenberg-Mös

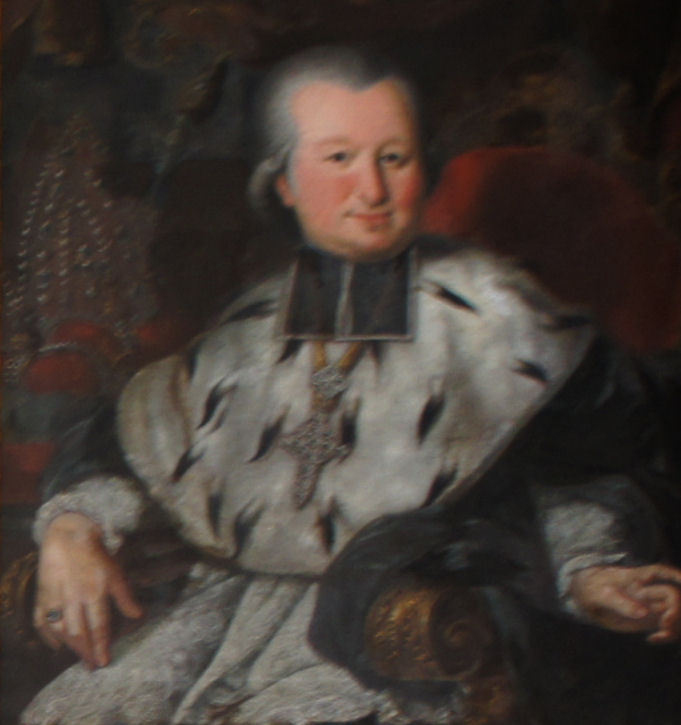
Joseph Konrad Freiherr von Schroffenberg auf einem Gemälde im Fürstengang Freising

Joseph Konrad Freiherr von Schroffenberg-Mös (* 3. Februar 1743 in Konstanz; † 4. April 1803 in Berchtesgaden) war Fürstbischof von Freising und Regensburg und Fürstpropst der Fürstpropstei Berchtesgaden.

## Leben
Der akademisch vorgebildete Jurist Schroffenberg legte 1770 sein Gelübde als Augustiner-Chorherr ab. Seine Karriere begann er als Kapitular in Berchtesgaden mit der Wahl zum Fürstpropst im Jahr 1780, der sich 1789 zudem die Nachfolge von Maximilian Prokop von Toerring-Jettenbach als Bischof von Freising und 1790 auch als Bischof von Regensburg anschloss.
Er starb in der ihm zuletzt verbliebenen Residenz Schloss Adelsheim kurz nach seinem Rückzug aus der Fürstpropstei an einem Schlaganfall. Seine letzte Ruhestätte fand er unter einer steinernen Grabplatte in der Stiftskirche in Berchtesgaden.

## Wirken
Als Regent der Fürstpropstei Berchtesgaden suchte er nach den Verschwendungen seiner Vorgänger die auf 335.000 Gulden „verbriefte Schulden“ und 50.000 Gulden „Currentschulden“ angewachsene Schuldenlast des kleinen, unter ihm noch eigenständigen Territoriums abzutragen und seine Wirtschaftskraft zu erhöhen. Insbesondere Schroffenbergs gezeigte Sparsamkeit am eigenen Hofe wurde von den Einwohnern des Berchtesgadener Landes sehr geschätzt. Seine Bemühungen wurden jedoch in den Jahren 1786 und 1787 durch Überschwemmungen der Salinen Schellenberg und Frauenreut sowie den dadurch zum Teil gänzlich zerstörten Triftanlagen und Wasserklausen wieder nahezu zunichtegemacht. Nachhaltig erfolgreich nahm er sich hingegen des Bildungswesens mit seinen bisherigen Winter- und Winkelschulen an, als er im Markt Berchtesgaden 1792 eine erste Hauptschule bzw. Normalschule und 1793 eine Baumwoll-Spinnschule einrichten ließ. Unter ihm verbesserten sich zudem die Beziehungen zu Bayern wieder erheblich. Um das Land auf wirtschaftlich gesicherte Beine zu stellen, schloss er mit Bayern am 28. April 1795 einen Vertrag, wonach ihm gegen Zahlung von jährlich 50.000 Gulden und 200 Gulden für jeden Kapitular alle Berchtesgadener Salinen überlassen wurden.
Infolge der politischen Umwälzungen der Säkularisation verlor Schroffenberg seinen Herrschaftsbereich. Freising wurde am 27. November 1802 von kurpfalzbairischen Truppen unter Johann Adam von Aretin annektiert und das Hochstift Freising aufgelöst. Schroffenberg war somit letzter Fürstbischof von Freising. Das Hochstift Regensburg wurde 1803 in das Fürstentum Regensburg unter der Regierung des Kurerzkanzlers Karl Theodor von Dalberg umgewandelt, der noch zu Schroffenbergs Lebzeiten zum Nachfolger als Bischof gewählt wurde. Die Fürstpropstei Berchtesgaden kam 1803 zum Herzogtum Salzburg, so dass er auch letzter Fürstpropst des bis dahin eigenständigen Lentells Berchtesgaden war.

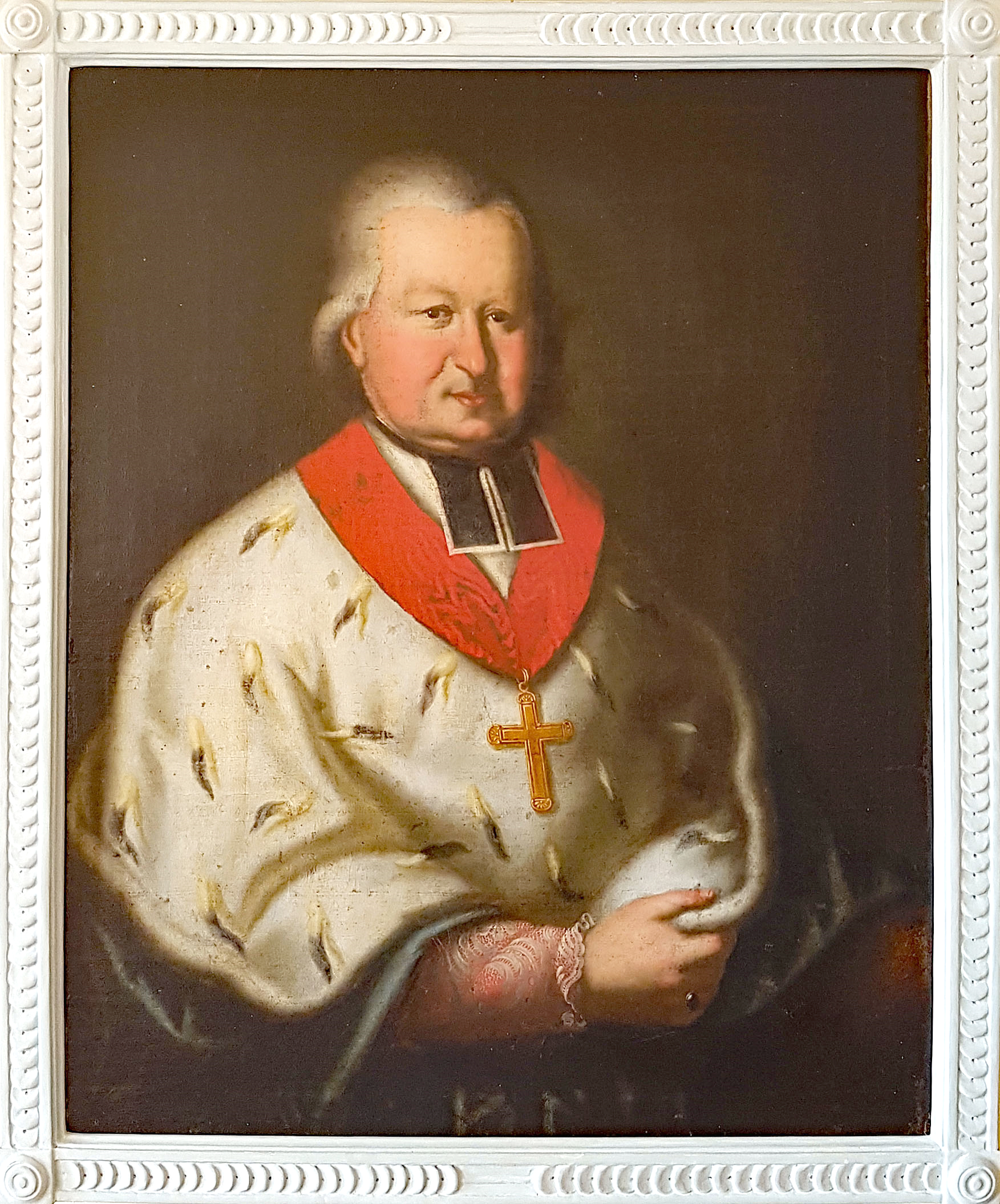
Joseph Konrad Freiherr von Schroffenberg, vor 1800
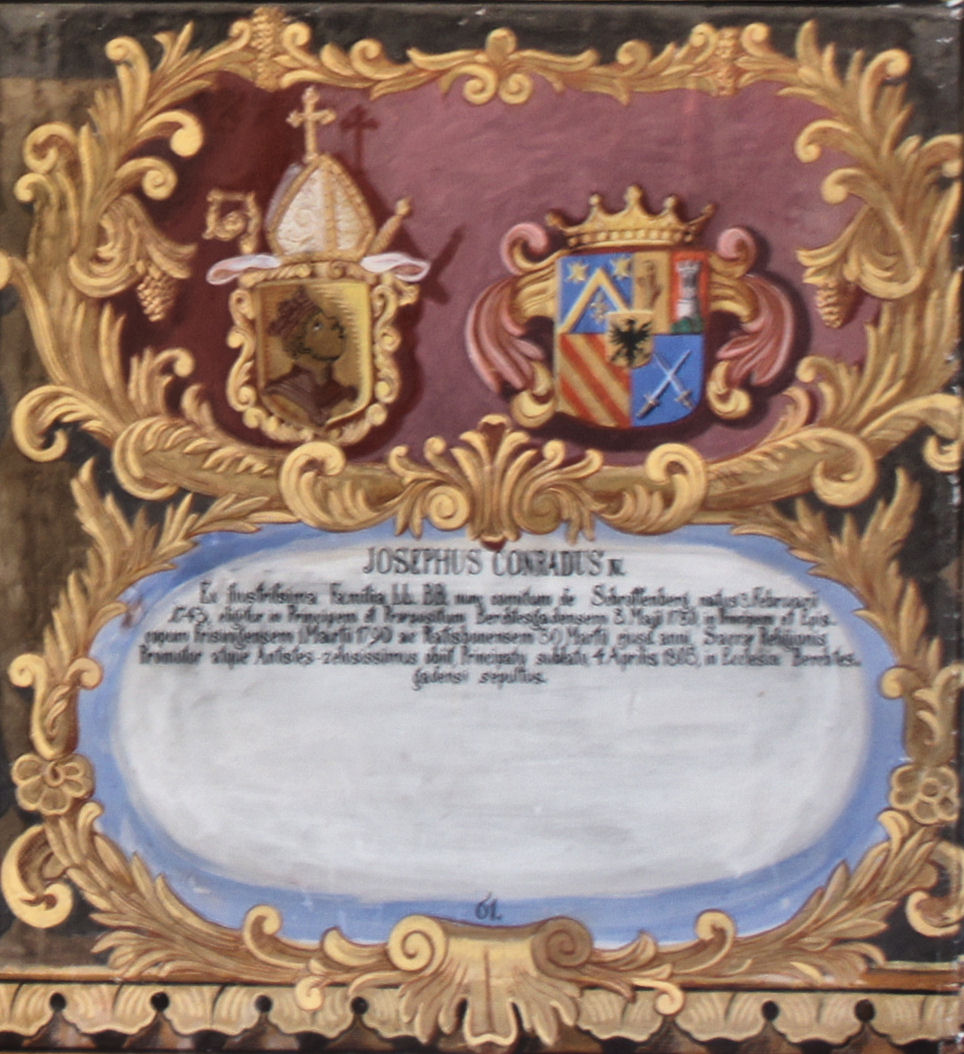
Wappentafel Schroffenbergs im Fürstengang Freising
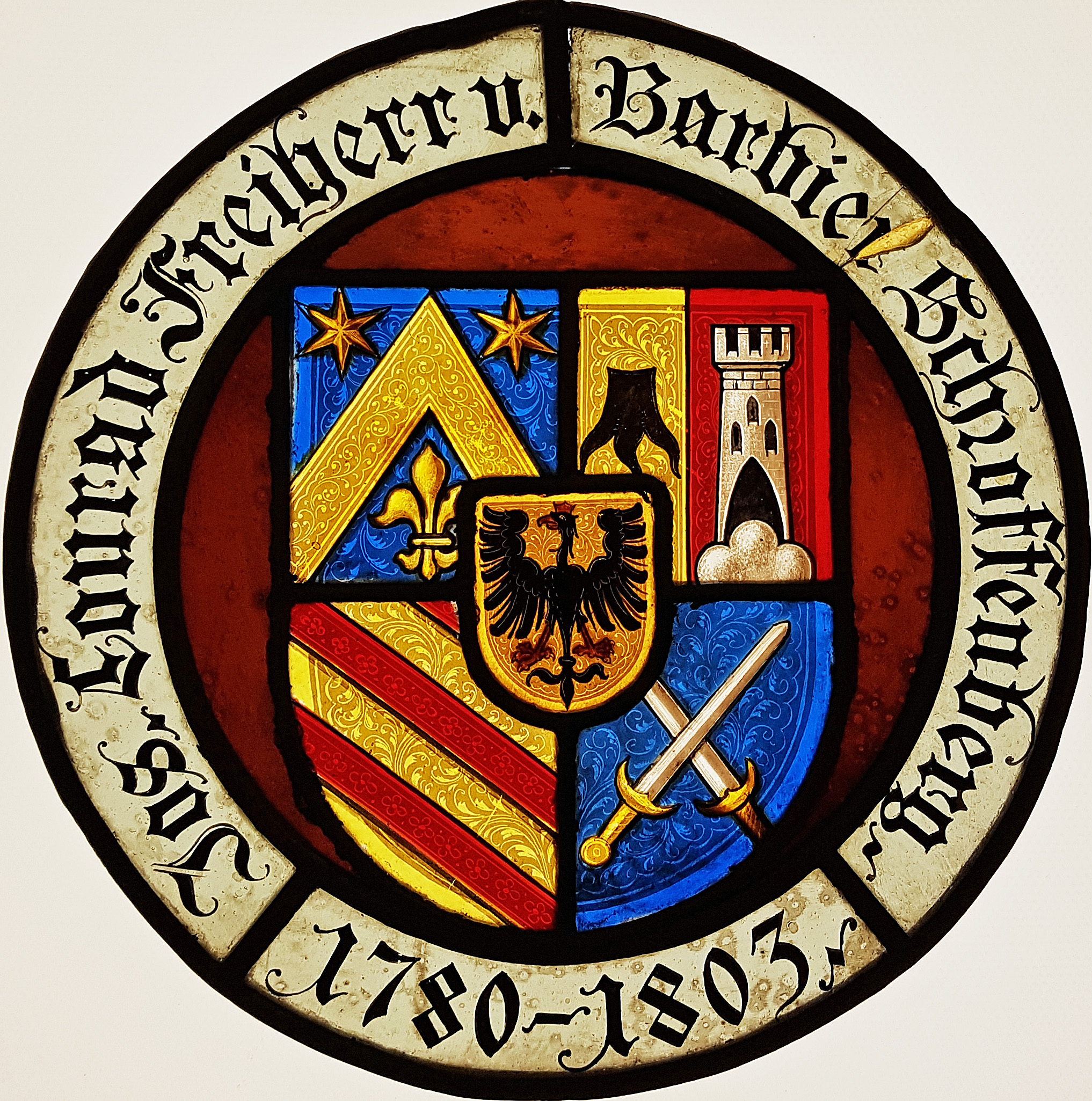
Wappenfenster, vormals im Pfarrhaus der Berchtesgadener Stiftskirche
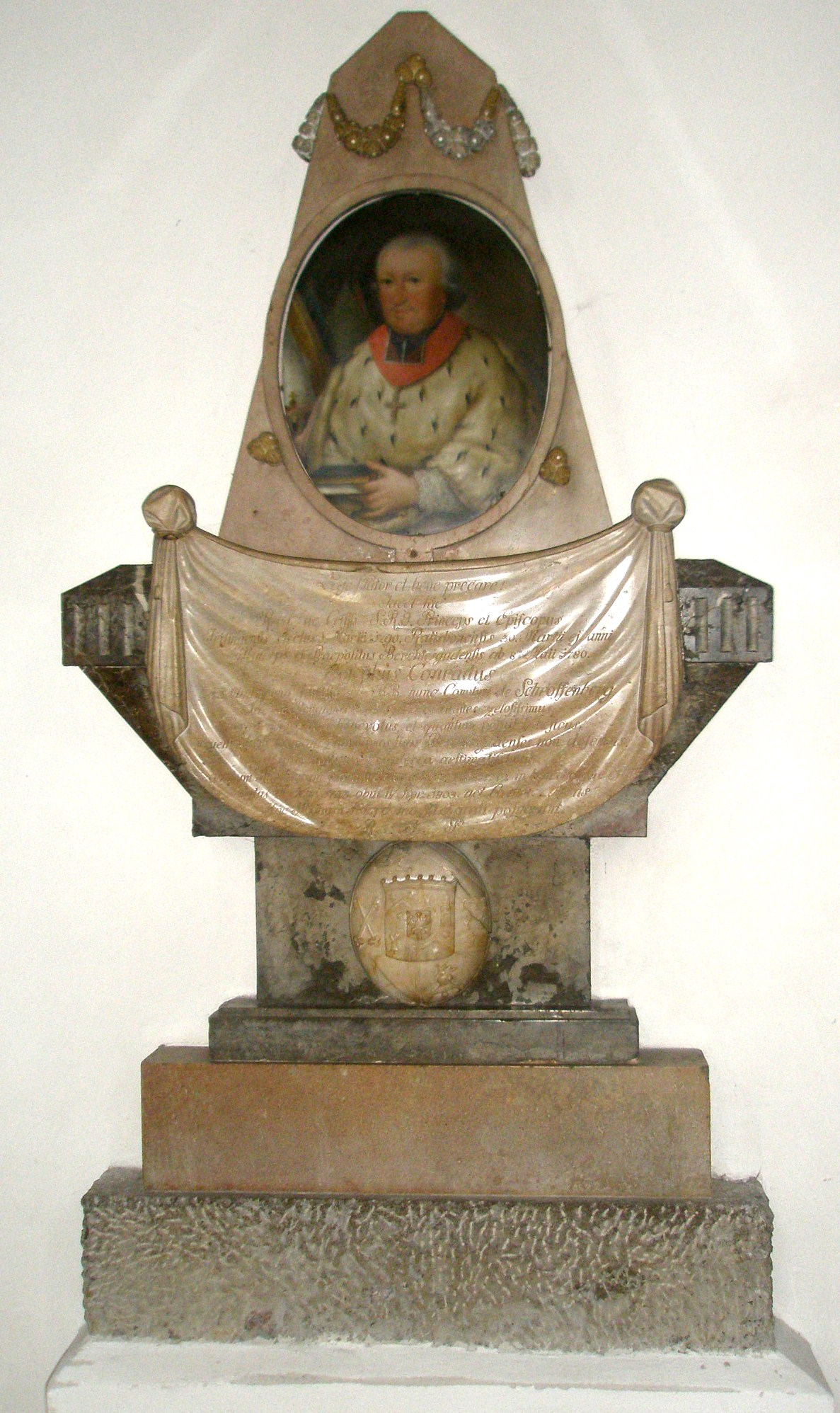
Grabdenkmal Schroffenbergs in der Berchtesgadener Stiftskirche
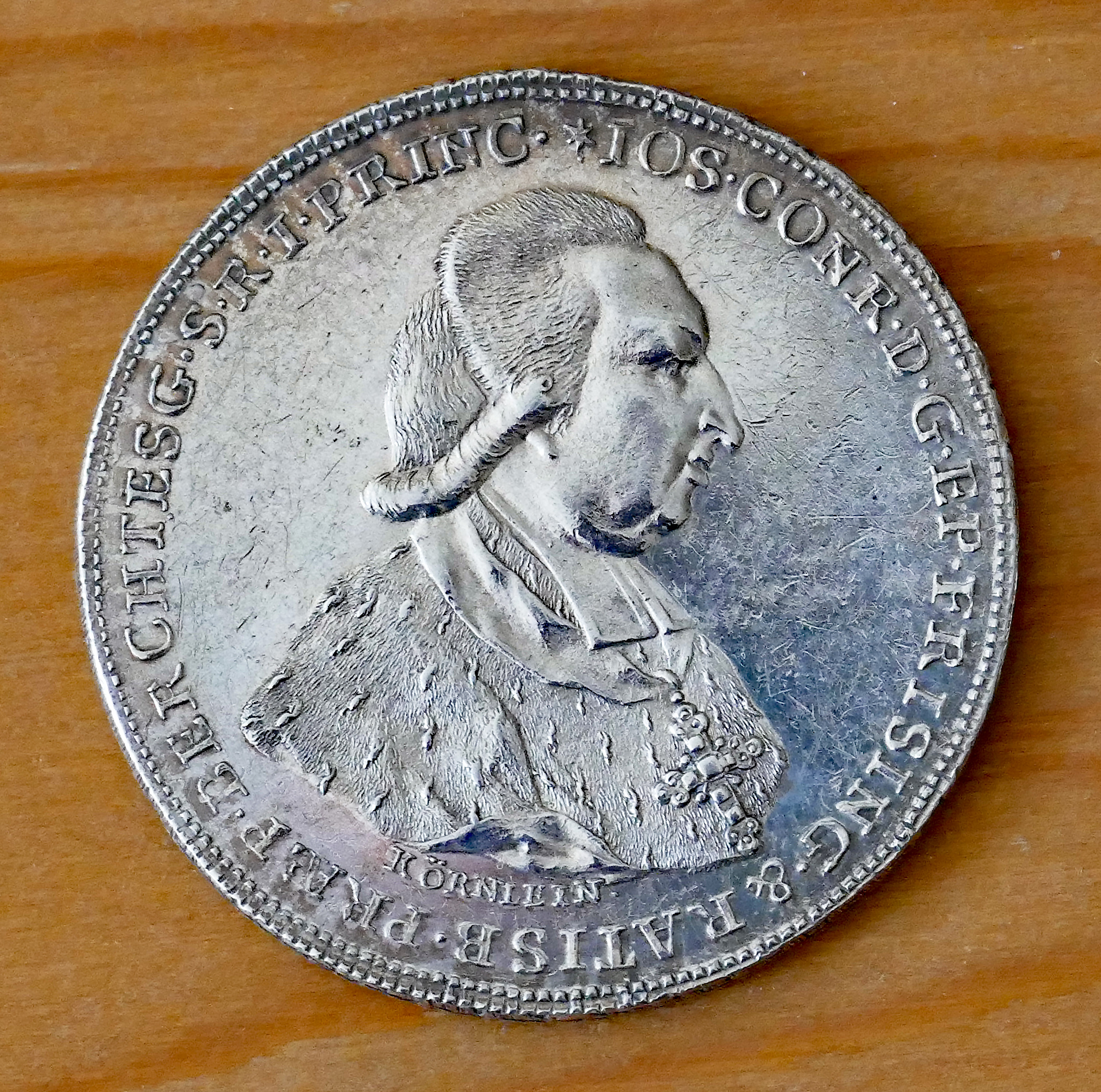
Konventionstaler von Freising um 1790 mit dem Porträt Schroffenbergs (Rückseite: EINE FEINE MARK)

## Posthume Würdigungen
- Die Stichstraße zum Schloss Adelsheim, in dem er die letzten Lebenswochen bis zu seinem Tod am 4. April 1803 verbrachte, wurde nach ihm Schroffenbergallee benannt.[4]